# Chiesa di San Michele in Foro
La chiesa di San Michele in Foro è un luogo di culto cattolico di Lucca che si trova in piazza San Michele.
È situata su un rialzo di pietra delimitato da colonne marmoree collegate da pesanti catene metalliche ed è fiancheggiata da una cortina di palazzi medioevali; nella piazza è altresì presente una statua in onore di Francesco Burlamacchi.

## Storia

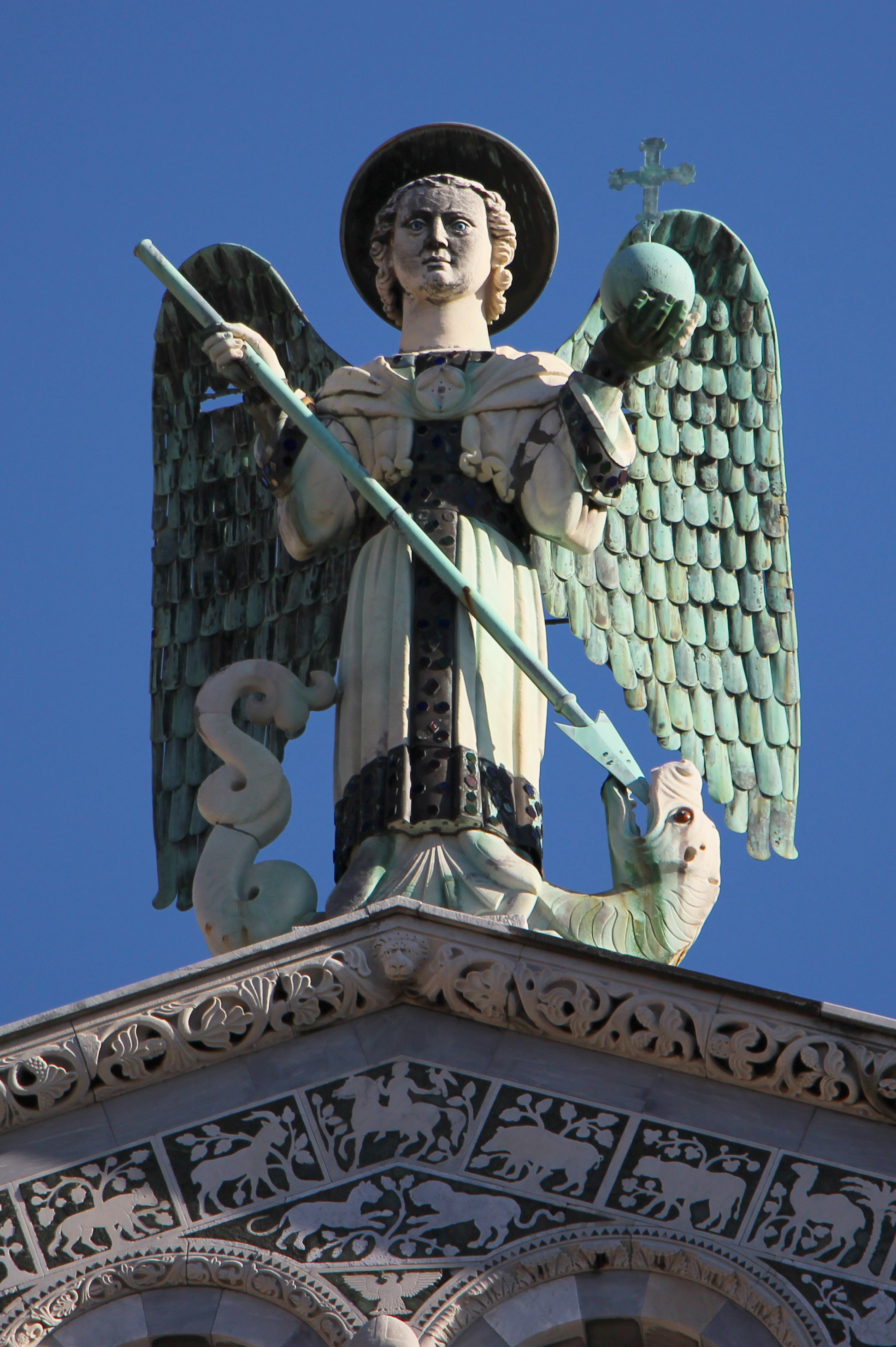
La statua di San Michele

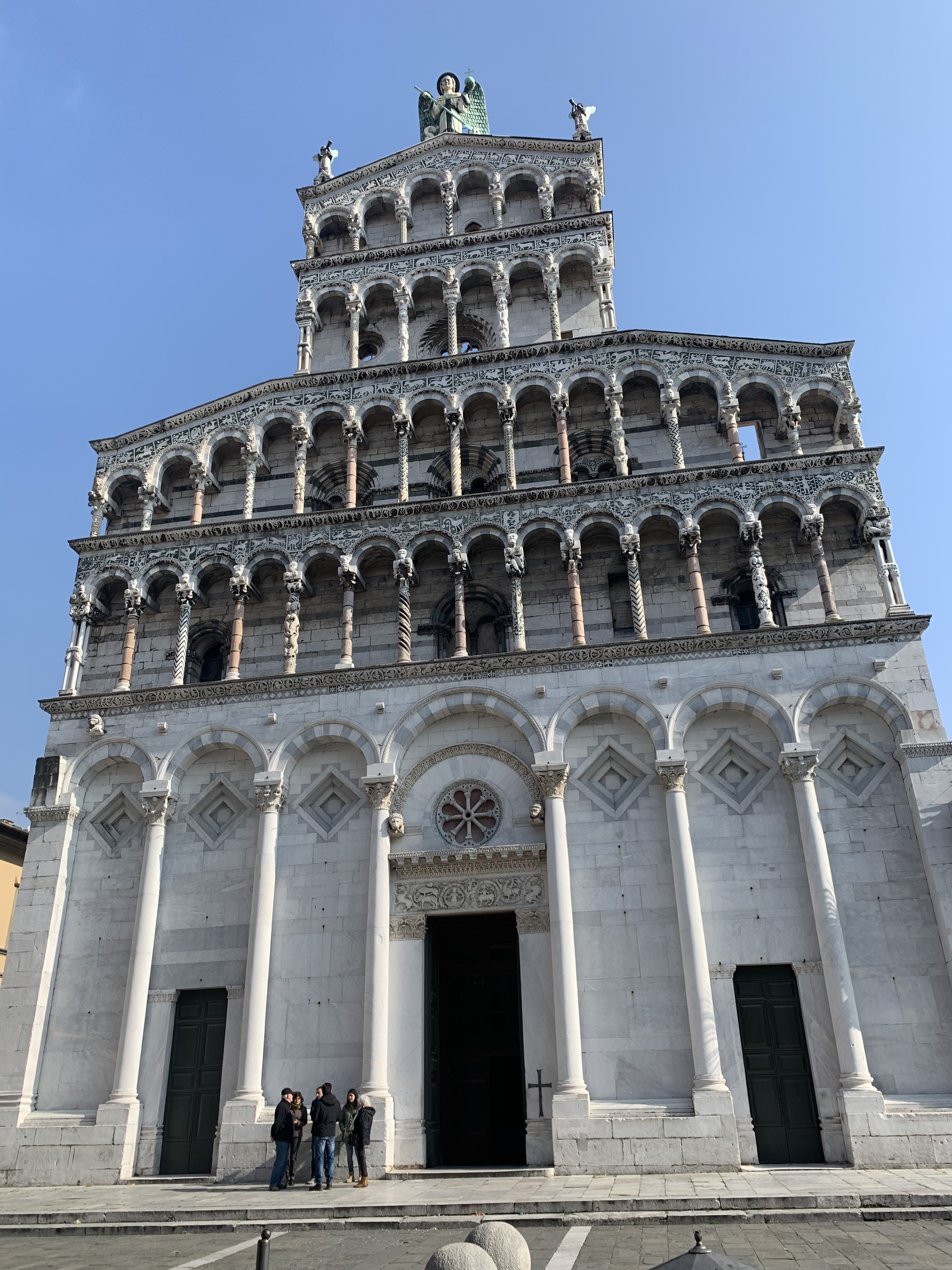
Facciata della chiesa

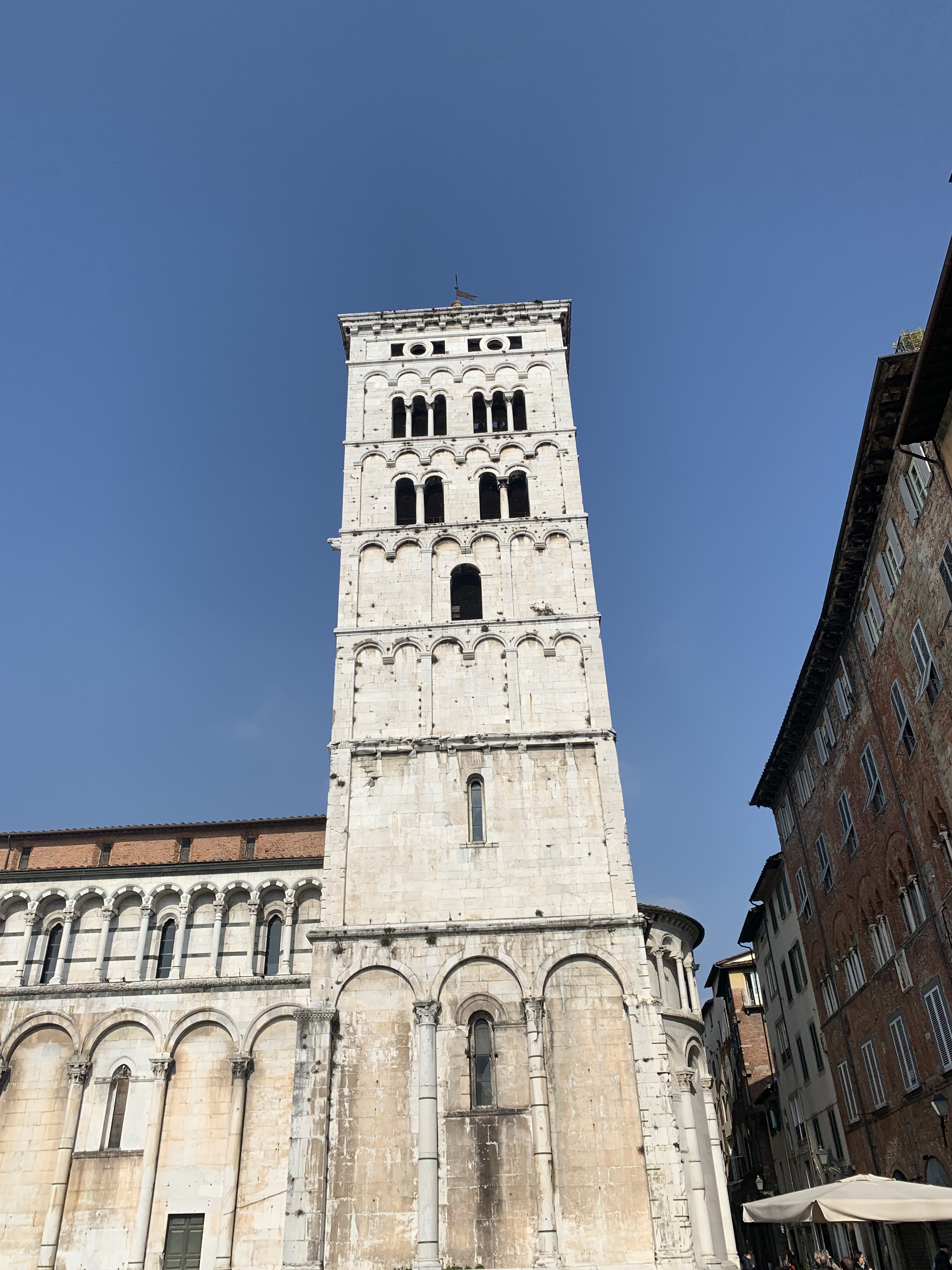
Campanile

Al centro dell'antico foro della città romana si insediò nell'VIII secolo una chiesa intitolata a san Michele, tipico santo venerato dai Longobardi, cui furono poi annessi un ospedale e un monastero.
La sua ristrutturazione fu iniziata intorno al 1070, per volontà di papa Alessandro II, e continuata fino al XIV secolo. Allo stesso periodo risalgono le decorazioni delle finestre, ora chiuse, della cripta, visibili all'esterno alla base dell'abside. I lavori per la nuova chiesa, a tre navate, con colonne e capitelli corinzi e compositi ed abside, erano già a buon punto entro la metà del XII secolo.
Contestualmente a questa fase di costruzione, fu innalzato il campanile (almeno nella parte inferiore), che fu mozzato da Giovanni dell'Agnello, capitano di Pisa dal 1364 al 1368, perché il suono delle sue campane si udiva fino a Pisa e ciò era segno di superiorità sulla città alfea.
Inoltre, durante il periodo medievale l'accesso alla chiesa era possibile solo attraversando un ponte di legno, detto Ponte al Foro, che passava sopra il canale che attraversava la piazza, la Fossa Natali.
I lavori di San Michele vennero portati avanti agli inizi del XIII secolo da Guidetto; venne articolato un apparato costituito da loggette sovrapposte con ampio intervento, sulle colonnine come sulla muratura, di decorazioni a bassorilievo o a tarsia. È soprattutto l'uso della bicromia che caratterizza questo intervento, concluso nella parte superiore, sul finire del Duecento, con un gusto ormai gotico, sottolineato non solo dalle modifiche stilistiche nell'apparato decorativo, ma anche dalla collocazione al culmine della facciata di tre statue, che, a somiglianza di guglie, ne accentuano il verticalismo.
Oggi la chiesa è considerata uno dei luoghi per cui transita la cosiddetta «linea di San Michele».

## Descrizione

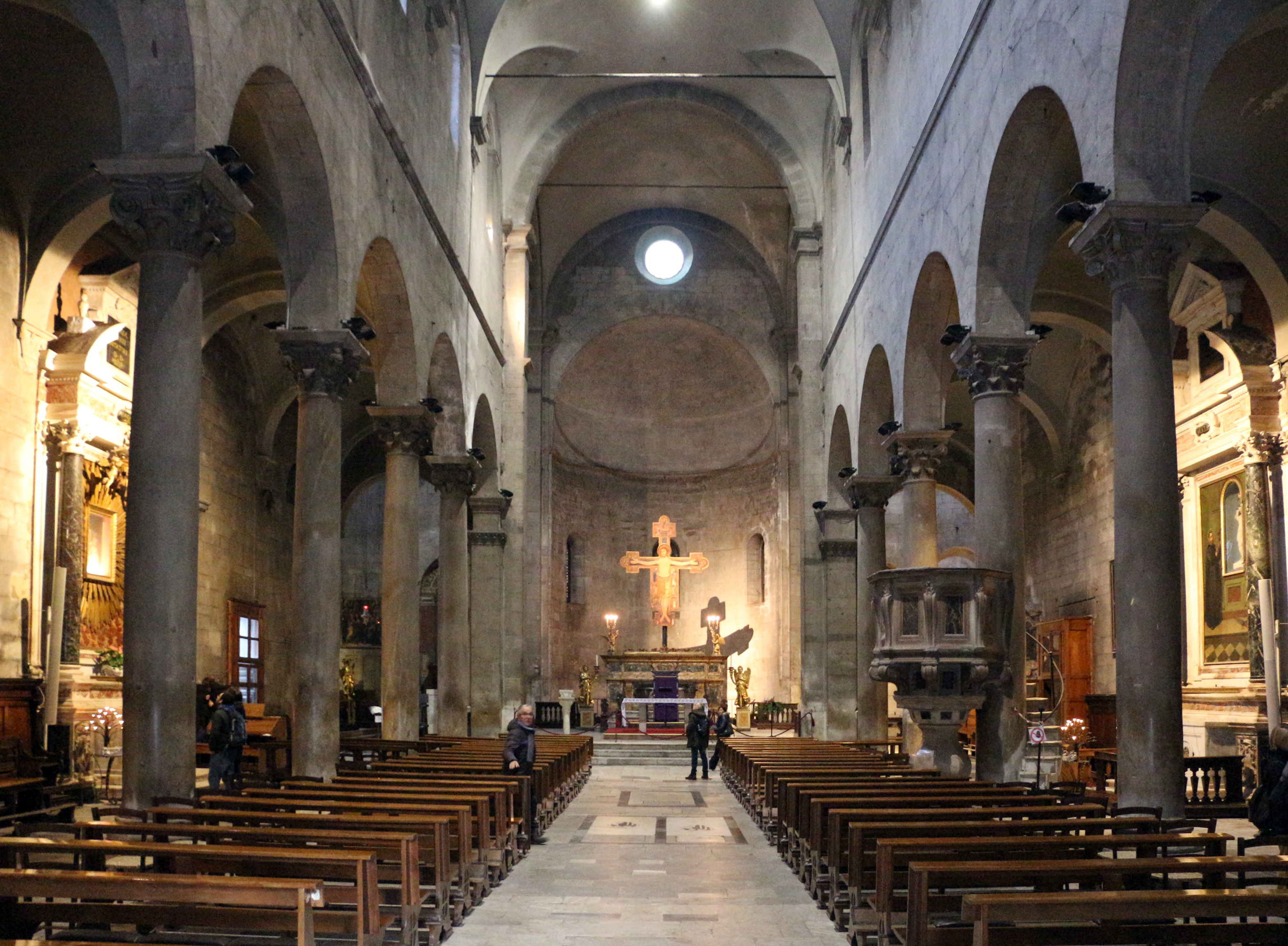
L'interno

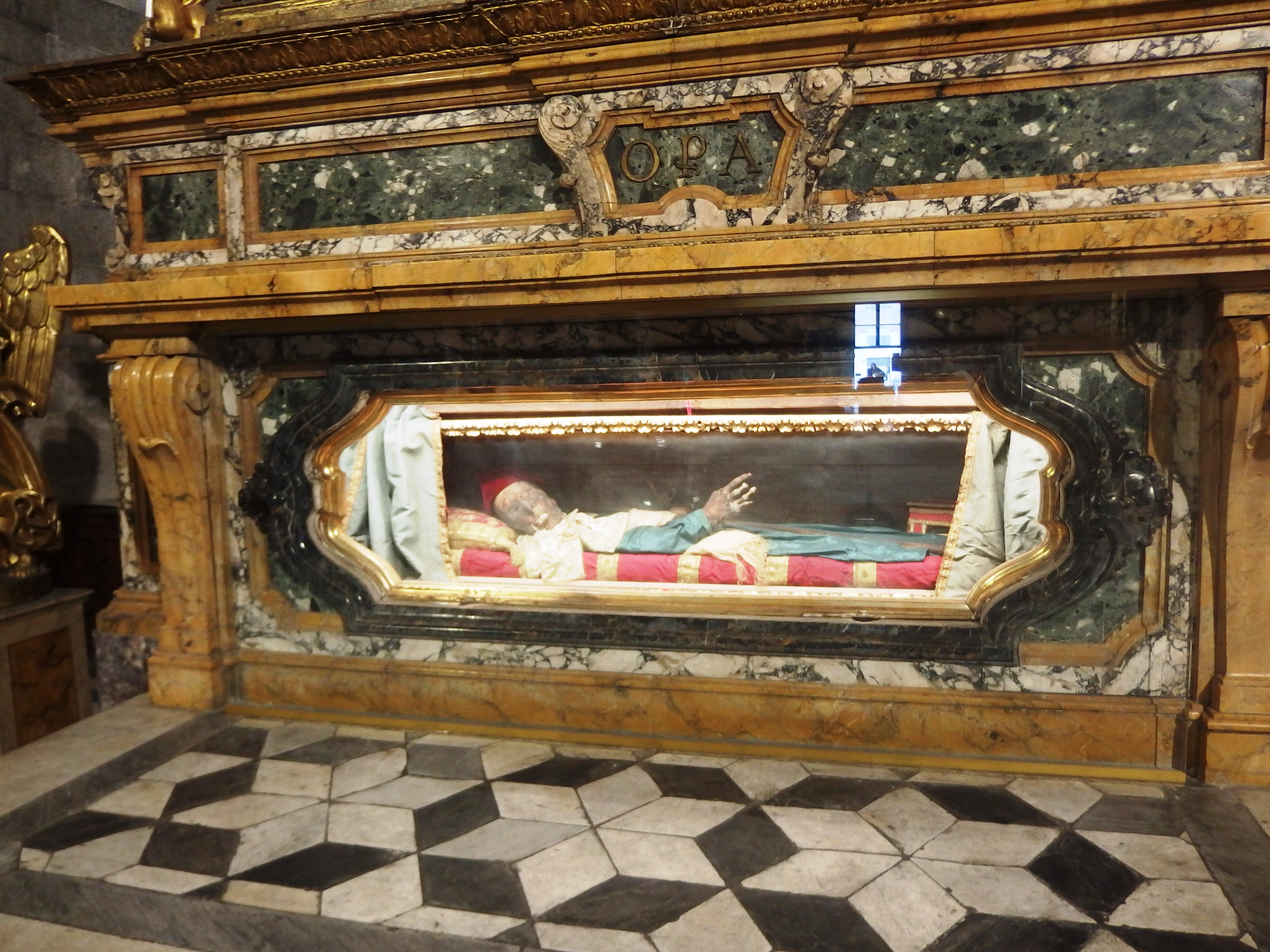
Corpo di San Davino Armeno

### Esterno
San Michele è una chiesa con pianta a croce latina fortemente influenzata dallo stile romanico pisano.
La facciata è ornata con quattro ordini di logge e sormontata da una grande statua in marmo dell'arcangelo Michele, con ali a lamine metalliche, nell'atto di sconfiggere un drago con una lancia. Ai lati sono presenti due angeli.
Una leggenda lucchese narra che in particolari condizioni di luce sia possibile scorgere uno scintillio verde proveniente dalla statua; esso sarebbe, sempre secondo la leggenda, uno smeraldo, incastonato in tempi antichi e mai ritrovato.
Sempre in facciata, sotto gli archi, si aprono losanghe ricassate che accentuano la già evidente derivazione dal linguaggio pisano di Buscheto: ciò rende attendibile la tradizione che vuole Diotisalvi (autore del Battistero pisano) ideatore di questo edificio. Le decorazioni dei portali di facciata, come di quello della testata absidale sud, sono tra gli esempi più significativi della scultura lucchese della prima metà del XII secolo.
Sulla dodicesima colonna da sinistra del primo ordine nella facciata è raffigurato il volto di Ettruda, che fu badessa della chiesa in epoca longobarda.
Il paramento esterno della chiesa è scandito, nel primo ordine, da archeggiature cieche su colonne con capitelli fogliati, cui si sovrappone nell'abside una loggetta architravata, è presente il rosone.
Il campanile, è impostato sul transetto destro.

### Interno
L'interno è a tre navate, con transetto e abside semicircolare. La struttura è coperta mediante una volta a botte lunettata. Sotto il presbiterio ci sono le cripte.
Sotto l'altare maggiore della basilica è conservato e venerato il corpo di San Davino Armeno, morto a Lucca il 3 giugno 1050.
Tra le opere d'arte conservate vanno segnalate:
- la Madonna con Bambino in terracotta smaltata di Luca della Robbia;
- la Pala Magrini di Filippino Lippi rappresentante i santi Girolamo, Sebastiano, Rocco ed Elena;
- altorilievo della Vergine scolpito da Raffaello da Montelupo.